# 赤川学
赤川 学（あかがわ まなぶ、1967年9月5日 - ）は、日本の社会学者、東京大学大学院人文社会系研究科教授。学位は、博士（社会学）。専門は近代日本を舞台としたセクシュアリティの歴史社会学。

## 略歴
石川県生まれ。石川県立羽咋高等学校卒、1990年東京大学文学部社会学専攻を卒業、1995年同大学院社会学研究科博士課程を中退、信州大学人文学部人間情報学科文化情報論講座助手に就任。1999年、博士論文「セクシュアリティの歴史社会学」で博士（社会学）を取得。同年岡山大学文学部行動科学科社会学・文化人類学講座専任講師。2001年助教授ののち、2002年信州大学人文学部人間情報学科文化情報論講座助教授、2006年東京大学大学院人文社会系研究科社会学専門分野助教授、2007年准教授をへて、2019年教授。

## 活動
大学院時代以来、ミシェル・フーコーの言説分析の手法を学び、ポルノグラフィを題材として、近代日本のセクシュアリティの脱構築をはかっている。その成果は、『性への自由／性からの自由』（1996年）、『セクシュアリティの歴史社会学』（1999年）として刊行された。2006年には、『セクシュアリティの歴史社会学』以後の構築主義研究、歴史社会学研究を中間総括し、『構築主義を再構築する』を上梓している。
2004年の『子どもが減って何が悪いか！』では、男女共同参画社会の実現が少子化の問題を解決するというフェミニストの言説を批判した。
2024年2月16日のNHK「あしたも晴れ！人生レシピ・癒しの猫社会学」で、猫社会学を展開していることを示した。

## 主な著作

### 単著
- 『性への自由／性からの自由――ポルノグラフィの歴史社会学』青弓社、1996年
- 『セクシュアリティの歴史社会学』勁草書房、1999年
- 『子どもが減って何が悪いか！』ちくま新書、2004年
- 『構築主義を再構築する』勁草書房、2006年
- 『社会問題の社会学』弘文堂、2012年
- 『明治の「性典」を作った男 謎の医学者・千葉繁を追う』筑摩書房〈筑摩選書〉、2014年
- 『これが答えだ！少子化問題』ちくま新書、2017年
- 『少子化問題の社会学』弘文堂, 2018.2

### 共編著
- 上野千鶴子、千田有紀、赤川学、飯田祐子、中谷文美、荻野美穂、加藤秀一、竹村和子、北田暁大他 著、上野千鶴子 編『構築主義とは何か』勁草書房、2001年2月。ISBN 978-4326652457。
- 『家族はどこへいく』（岩上真珠、立山徳子、沢山美果子と共著）青弓社、2007年
- 『方法としての構築主義』（中河伸俊と共編）勁草書房、2013年
- 『なぜオナニーはうしろめたいのか』小堀善友, シオリーヌ(大貫詩織), Schoo, TENGAヘルスケア監修 星海社新書 2021/10
- 『遺伝子社会学の試み 社会学的生物学嫌いを超えて』桜井芳生,尾上正人共編著, 西谷篤, 安宅弘司,丸田直子,三原武司, 高口僚太朗 [執筆]. 日本評論社, 2021.3

### 訳書
- ジェフリー・ウィークス『セクシュアリティ』共訳（河出書房新社 1996年）
- ジェフリー・ウィークス『われら勝ち得し世界　セクシュアリティの歴史と親密性の倫理』監訳（弘文堂 2015年）
- ジェフリー・ウィークス『セクシュアリティの歴史』監訳（ちくま学芸文庫 2024年）
- ジョエル・ベスト『社会問題とは何か なぜ、どのように生じ、なくなるのか?』監訳 (筑摩選書 2020年）
- ケン・プラマー『21世紀を生きるための社会学の教科書』監訳（ちくま学芸文庫 2021年）